# Latarnia Morska Jastarnia Bór
Latarnia Morska Jastarnia Bór – latarnia morska w Borze (wbrew nazwie, obecnie w granicach miasta Helu, nie Jastarni, choć dawniej do niej należała), na polskim wybrzeżu Bałtyku, położona na Mierzei Helskiej (powiat pucki, województwo pomorskie). Funkcjonowała w latach 1872-1936, zniszczona w 1939 roku.

## Informacje ogólne
Wieża u dołu czworokątna, wyżej ośmiokątna, malowana na biało. Laterna z kopulastym daszkiem malowana na ciemnozielono. Znajdował się przy niej niewielki budynek dla dwóch pracowników. Latarnia została zastąpiona przez Latarnię Morską Góra Szwedów.

## Dane techniczne
- Położenie: 54°39'00" N 18°47'24" E z roku 1878[1]
- inne współrzędne: 54°36'7"N 18°47'8"E[2]
- Wysokość wieży: 20,6 m
- Wysokość światła: 37,9 m n.p.m.[3]
- Zasięg światła: 17 Mm (od 1908)[4]
- Charakterystyka światła: Zmiennobarwne, przerywane (do 1877 roku)
  - Światło białe: 30,0 s
  - Przerwa: 10,0 s
  - Światło czerwone: 10,0 s
  - Przerwa: 10,0 s
  - Okres: 60,0 s

## Historia
Potrzeba budowy latarni w tym miejscu wynikała z faktu, że statki wychodzące z zasięgu latarni w Rozewiu często nie widziały latarni w Helu, przesłanianej przez drzewa i wchodziły na mielizny. Zbudowano ją w 1872 roku. W 1920 roku przejęta przez Polskę. Wygaszona w 1936 roku, kiedy to została zastąpiona przez Latarnię Morską Góra Szwedów. We wrześniu 1939 roku budowla została wysadzona przez polskich saperów, aby utrudnić naprowadzanie niemieckiej artylerii.